# Hürth
Hürth är en stad i den tyska delstaten Nordrhein-Westfalen, och är belägen strax sydväst om Köln. Staden har cirka 61 000 invånare, på en yta av 51 kvadratkilometer, och ingår i storstadsområdet Rheinschiene. Den sjufaldiga Formel 1-världsmästaren Michael Schumacher är född och uppvuxen i stadsdelen Hermülheim.